# من ديانا إلى (ألبوم)
من ديانا إلى... هو ألبوم غنائي للمطربة اللبنانية ديانا حداد من إنتاج شركة نجوم ميوزك، تم طرحه في الأسواق عام 2008.

## الاغاني
- شفت اتصالك
- شلون أشوفه
- تحرق أعصابي
- إلعب على قلبي
- عجيبة
- يا زعلان
- ما يتعبني
- الله يخليك
- ليت القلوب
- روح يا صغير